# Casa del Dr. J.A. Gorman
La Casa del Dr. J.A. Gorman (también conocida como Cabaña Hanging) es una residencia histórica ubicada en Mentone, Alabama, Estados Unidos.

## Historia
La casa fue construida como casa de vacaciones por el Dr. Gorman en 1922. En 1944, Gorman vendió la casa al médico local W. T. Cantrell, quien ejerció la medicina en la casa hasta 1979. Recibió el apodo de "Cabaña colgante", por su posición en la cima de la Montaña Lookout. Parte de los cimientos del bungaló es una pared de roca de 6,7 m (22 pies) de alto en el lado del frente. La casa aprovecha su vista con 55 ventanas y un porche de 4,5 m (15 pies) de ancho que envuelve la casa. Los materiales de la casa también se mezclan con el entorno, como el uso de troncos como soportes del porche y la chimenea de piedra cortada a mano. La casa fue incluida en el Registro Nacional de Lugares Históricos en 1996.